# Raphael Matos
Raphael Matos, född den 28 augusti 1981 är en brasiliansk racerförare.

## Racingkarriär
Matos kom till USA 2002, och körde i amatörracing tills han flyttade till Champ Car Atlantic lagom till 2006 års säsong. 2007 vann han den serien, och följde upp det genom att vinna Indy Lights det första försöket år 2008. Tack vare dessa framgångar fick Matos chansen i Luczo Dragon Racing för 2009 års säsong av IndyCar. Han orsakade en krasch med Danica Patrick i debuten, men överraskade sedan genom att kvala in som trea i Long Beach Grand Prix. Han slutade åtta i tävlingen.